# O Grove
O Grove (Tiếng Galician), Ogrobe hay El Grove (Tiếng Tây Ban Nha) là một đô thị trong tỉnh Pontevedra, Galicia, Tây Ban Nha.
Bản mẫu:Costas